# Castianeira pugnax
Castianeira pugnax is een spinnensoort uit de familie van de loopspinnen (Corinnidae).
De wetenschappelijke naam van de soort werd in 1948 gepubliceerd door Cândido Firmino de Mello-Leitão.